# 點非鯽
點非鯽，為輻鰭魚綱鱸形目隆頭魚亞目慈鯛科的其中一種，分布於非洲迦納西南部至貝南東南部淡水、半鹹水流域，體長可達32.3公分，棲息在泥底質、岩石底質的靜止或流動水域，以植物為食，生活習性不明，可作為觀賞魚及食用魚。

## 擴展閱讀
維基物種上的相關：點非鯽